# Jerd
Jerd (en rus: Жердь) és un poble de l'óblast d'Arkhànguelsk, a Rússia, segons el cens del 2012 tenia 185 habitants.